# Frank Bornemann
Pour les articles homonymes, voir Bornemann.
Frank Bornemann (né le 27 avril 1945) est le fondateur et leader du groupe de rock progressif allemand Eloy. Il tient la place de chanteur et guitariste au sein de la formation.  Il est le seul membre régulier du groupe depuis sa création en 1969. Il est également le fondateur des studios Horus à Hanovre , en Allemagne, où il a travaillé jusqu'en 2014.

## Vie
Frank Bornemann est un musicien actif depuis le début des années 1960. En 1969, il fonde le groupe de rock progressif Eloy, avec lequel il acquiert une renommée internationale. En tant que découvreur des "Guano Apes", il a également connu un grand succès en tant que producteur. En outre, Bornemann a fondé une maison d'édition musicale, le label de musique "Artist Station", et a eu des activités de promotion de jeunes artistes. Après 11 ans de pause, à la demande de nombreux fans, Frank Bornemann a publié à nouveau en 2009 un album studio avec Eloy et a effectué une nouvelle tournée de concerts avec le groupe. Cependant, cela représente un défi logistique: les membres actuels du groupe (y compris le bassiste de longue date Klaus-Peter Matziol, directeur à temps plein de l’agence de concert Peter Rieger) sont occupés et vivent dispersés dans toute l’Allemagne.
Bornemann vit lui-même alternativement à Hanovre et en France.

## Studio d'enregistrement Horus Sound
En 1979, Frank Bornemann a fondé le studio Horus Sound à Hanovre. Le studio est divisé en trois sections: Studio Enterprise 1, Record Place Studio 2 et Livingroom Studio. Le studio a trois salles de réception et deux appartements. Des artistes tels que "Die Happy", "Helloween", "Revolverheld", "Emil Bulls", "Guano Apes", "ZSK" ou "...And You Will Know Us by the Trail of Dead" ont été enregistrés dans ce studio . Au début de 2014, Bornemann a pris sa retraite de l'entreprise. Depuis lors, les nouveaux copropriétaires d’Horus sont les producteurs Mirko Hofmann et Arne Neurand, qui possèdent de nombreuses années d’expérience dans ce studio. Henning Rümenapp, guitariste de Guano Apes, demeure directeur et également partenaire.

## Littérature
(de) Matthias Blazek, Das niedersächsische Bandkompendium 1963–2003 : Daten und Fakten von 100 Rockgruppen aus Niedersachsen [« Le Compendium des bandes de Basse-Saxe 1963-2003 : Faits et chiffres de 100 groupes de rock de Basse-Saxe »], Celle, 2006, 214 p. (ISBN 978-3-00-018947-0), p. 59-60.